# Giovanni Plazzer
Giovanni Plazzer (ur. 30 września 1909 w Muggii, zm. 23 czerwca 1983 w Gorycji) – włoski wioślarz, srebrny medalista olimpijski.
Wystąpił na igrzyskach olimpijskich w Los Angeles w 1932, gdzie Włosi w składzie: Bruno Vattovaz, Giovanni Plazzer, Riccardo Divora, Bruno Parovel i Giovanni Scher (sternik) zdobyli srebrny medal w czwórkach ze sternikiem. W finale o 0,2 sekundy przegrali z osadą Niemiec. Był to jego jedyny start olimpijski.